# Kartézská mocnina
Kartézská mocnina je matematický pojem z oboru teorie množin, odvozovaný z kartézského součinu podobným způsobem, jako je běžně používaná aritmetická mocnina odvozena ze součinu.

## Definice

### Základní definice pro přirozené exponenty
Pokud je {\displaystyle X\,\!} množina a {\displaystyle n\,\!} přirozené číslo, pak kartézskou mocninou {\displaystyle X^{n}\,\!} rozumíme {\displaystyle n\,\!}- násobný kartézský součin množiny {\displaystyle X\,\!} se sebou samou:

{\displaystyle X^{n}=\prod _{1\leq i\leq n}X\,\!}
Speciálně pro {\displaystyle n=2\,\!} dostáváme {\displaystyle X^{2}\,\!} jako množinu všech uspořádaných dvojic prvků z {\displaystyle X\,\!}, pro {\displaystyle n=3\,\!} dostáváme {\displaystyle X^{3}\,\!} jako množinu všech uspořádaných trojic prvků z {\displaystyle X\,\!}.

### Obecná definice
Předchozí definici lze zobecnit tak, aby se nevztahovala pouze na konečné množiny:
Kartézskou mocninou {\displaystyle X^{Y}\,\!} množin {\displaystyle X\,\!} a {\displaystyle Y\,\!} rozumíme množinu všech zobrazení množiny {\displaystyle Y\,\!} do množiny {\displaystyle X\,\!}.
Všimněme si, že konkrétně pro Y konečné odpovídá tato definice (až na izomorfismus, jak bude vidět v následujícím příkladu, ale tím se není třeba zatěžovat) výše uvedené základní definici – všechny uspořádané dvojice z {\displaystyle X\,\!} nejsou nic jiného, než všechna zobrazení dvouprvkové množiny ( {\displaystyle Y=\{0,1\}\,\!} nebo {\displaystyle Y=\{1,2\}\,\!} ) do {\displaystyle X\,\!}. (Uspořádané n-tice prvků určité množiny se standardně definují jako zobrazení z {0,1,… n} nebo {1,2,… n} do této množiny.)
Zajímavá začíná být tato definice pro nekonečné {\displaystyle Y\,\!}.
Pokud vezmeme za {\displaystyle Y\,\!} množinu všech přirozených čísel {\displaystyle \omega \,\!}, dostáváme kartézskou mocninu {\displaystyle X^{\omega }\,\!} – tj. množinu všech nekonečných posloupností prvků množiny {\displaystyle X\,\!}.

## Příklad
Mezi výše uvedenými definicemi je přece jen nepatrný rozdíl. Ukážeme si to na následujícím příkladu:
- podle první definice je

{\displaystyle 3^{2}=\{0,1,2\}\times \{0,1,2\}=\{[0,0],[0,1],[0,2],[1,0],[1,1],[1,2],[2,0],[2,1],[2,2]\}\,\!}
- podle druhé definice je

{\displaystyle 3^{2}=\{0,1,2\}^{\{0,1\}}=\{\{[0,0],[1,0]\},\{[0,0],[1,1]\},\{[0,0],[1,2]\},\{[0,1],[1,0]\},\ldots ,\{[0,2],[1,2]\}\}\,\!}
Obě množiny se sice nepatrně liší způsobem, jakým je realizována posloupnost dvou prvků (v prvním případě jako uspořádaná dvojice, ve druhém jako zobrazení z dvouprvkové množiny), ale strukturu mají shodnou – jsou izomorfní.

## Užití
- Běžná analytická geometrie pracuje obvykle v afinní rovině nebo v afinním prostoru – což není nic jiného, než množiny {\displaystyle \mathbb {R} ^{2}\,\!} a {\displaystyle \mathbb {R} ^{3}\,\!} ( jako {\displaystyle \mathbb {R} \,\!} je zde označována množina všech reálných čísel).
- Veškeré úvahy teorie množin týkající se binárních relací (například o ekvivalencích nebo o uspořádáních na dané množině {\displaystyle X\,\!}) se odehrávají v množině uspořádaných dvojic z dané množiny, tj. v kartézské mocnině {\displaystyle X^{2}\,\!}.
- Posloupnosti na množině reálných čísel nejsou nic jiného, než prvky množiny {\displaystyle \mathbb {R} ^{\omega }\,\!} .
- Obecná (druhá) definice se používá v kardinální aritmetice k definici kardinální mocniny.
- Každá algebraická struktura je obvykle definována jako nějaká množina {\displaystyle X\,\!}, na které jsou zavedeny nějaké (nejčastěji binární) operace. Tyto operace nejsou nic jiného, než zobrazení {\displaystyle X^{2}\,\!} do {\displaystyle X\,\!} (obecněji {\displaystyle X^{n}\,\!} do {\displaystyle X\,\!}, kde {\displaystyle n\,\!} je arita konkrétní operace).